# Trophis borbonica
Trophis borbonica là một loài thực vật có hoa trong họ Moraceae. Loài này được (Duch.) C.C. Berg miêu tả khoa học đầu tiên năm 1988.